# Anomala brevidens
Anomala brevidens är en skalbaggsart som beskrevs av Ohaus 1914. Anomala brevidens ingår i släktet Anomala och familjen Rutelidae. Inga underarter finns listade i Catalogue of Life.